# SKY (大学)
SKY(スカイ、韓国語：스카이)とは、大韓民国に於ける3大トップの最難関大学（ソウル大学校・高麗大学校・延世大学校）の英文表記 (Seoul National University / Korea University / Yonsei University)のイニシャルを取って作られた造語である。
ソ延高（ソヨンゴ、朝鮮語：서연고）として韓国社会全般で広く使われており、これらの大学出身者が韓国に於ける行政・司法・立法機関を初めとし、学問・科学・産業界の指導的地位の殆どを占めている点から通称として呼ばれるようになった。
| 名称         | 区分 | 創設年 | 所在地                | 標語                                                            |
| ------------ | ---- | ------ | --------------------- | --------------------------------------------------------------- |
| ソウル大学校 | 国立 | 1946年 | ソウル特別市 冠岳区   | 真理は我が光 Veritas Lux Mea                                    |
| 高麗大学校   | 私立 | 1905年 | ソウル特別市 城北区   | 自由・正義・眞理 LIBERTAS・JUSTITIA・VERITAS                    |
| 延世大学校   | 私立 | 1885年 | ソウル特別市 西大門区 | 真理はあなたがたに自由を得させるであろう。VERITAS VOS LIBERABIT |

## 影響

### 大学入試
韓国の大学入試制度に於いて"SKY"は度々取り上げられる用語である。とくに入試専門家らは「SKY大合格ライン」といわれる基準点を作成し大学入学試験の難易度を計っている。多くの高等教育評価機関に於いて、これらの3大学の入学率を非常に重視する傾向がある。

### 就職
これらのSKY出身者たちが韓国政府から一般企業に至るまでの組織に於いて要職の絶対的多数を占めていることは広く知られている。2010年の行政機関で局長級以上の高官の46.3%がSKY出身者であり、金融機関のCEOの50%をSKY出身者が占めている。尚且つ、司法試験や行政考試など各種試験の合格者の殆どがSKY出身者である。2010年司法試験合格者の60.8%がSKY出身であり、2007年から2009年までの過去3年間に於いて国家高位公務員採用者の70.4%がSKY出身者であった。
一方、韓国の中小企業の人事担当者を対象とした調査で71.2%がSKY大出身の志願者の離職を懸念して採用を意図的に排除したことがあるとの結果が出ている。2018年には、これらのSKY出身の就職志願者らを大手金融機関により多く合格させるために人事点数を人為的に上げるなどの操作を行う不正採用疑惑が発生した。

### 徴兵
大韓民国国軍に徴兵され在韓米軍第8軍に配属される "KATUSA(Korean Augmentation To the United States Army)" の合格者のうちの絶対多数がSKY出身であり、尚且つ、陸軍・海軍・空軍の中央司令部に配属される徴兵配属者の殆どが、これらのSKY出身者である。